# أنيولي كناشه
أنيولي كناشه (مواليد 18 أكتوبر 1993) هي لاعبة ألعاب قوى ألمانية متخصصة في منافسات القفز بالزانة في مسابقات ألعاب القوى الدولية، كان أعلى إنجاز لها هو المركز الرابع في بطولة العالم لألعاب القوى للناشئين 2012 في برشلونة، بالمشاركة مع كيرا غرونبيرغ. يعتبر أفضل رقم شخصية لها قفزة بلغت 4.55 متر وحققتها ضمن منافسات بطولة ألمانيا لألعاب القوى داخل الصالات 2024.
أنهت أنيولي مسيرتها في القفز بالزانة في يناير 2019. وبعد مرور عامين، انتقلت من هامبورغ إلى لينفيلدن-إشتردينجن لمتابعة وظيفتها الجديدة بدوام كامل.
بعد أن تحقق حلمها بالمشاركة في الألعاب الأولمبية، ظهرت لاعبة القفز بالزانة من فريق شتوتغارت، في دورة الألعاب الأولمبية الصيفية 2024 في القفز بالزانة للسيدات وتمكن من تجاوز جولة تصفيات القفز بالزانة التي أقيمت في ملعب فرنسا في باريس، بعد أن تجاوزت إحدى عشرة قافزة الارتفاع المطلوب للتأهل وهو 4.55 مترًا، اتضح بعد انتظار قصير بأنه سيتم توسيع مجال المنافسة ليشمل جميع القافزات المتعادلات في المركز الثاني عشر وكانت من بينهم أنيولي، في الجولة النهائية بعدما تجاوزت ارتفاع 4.40 متر في المحاولة الأولى فيما تعثرت في الثلاث محاولات عن تجاوز مسافة 4.60 متر حلت ضمن المركز الرابع عشر في الترتيب النهائي.

## نشاتها
نشأت أنيولي طفولتها حيث بدأ هناك حبها لرياضة في مسقط رأسها ولاية شليسفيج هولشتاين في رايسدورف بالقرب من كيل. حيث عاشت مع والدها، الذي كان أيضًا مدربها الأول لألعاب القوى في نادي رايسدورفر، عندما كنت في الحادية عشرة من عمري، ذهبت معه إلى تدريب العشاري في كيل. قبل ذلك مارست تمارين القفز بالزانة واصلت العمل على تخصصها المستقبلي، ولكنها تابعت أيضًا تخصصات أخرى، انتقلت بعد إلى سيلت لمدة ثلاث سنوات، حيث تعيش والدتها وأكملت دراستها الثانوية هناك. كان تطوير مسيرتها الرياضية في جزيرة بحر الشمال تحديًا كبيرًا حيث لا يوجد مرفق للقفز بالزانة؛ حيث عملت في الغالب من خلال الخطة الأسبوعية بين الركض السريع والقفز الطويل والجمباز والجري على الدرج على الشاطئ مرة واحدة في الأسبوع، تذهب إلى هامبورغ للتدريب التقني. ومن أجل وضع مسيرتها الدراسية على أساس متين إلى جانب مسيرتها الرياضية، بدأت أولاً بدراسة علوم التغذية وعادت إلى كيل لهذا الغرض. غيرت مجالها التعليمي وجامعتها أيضا ودرست إدارة الأعمال في جامعة فيرنوني هاجن. ليصبح وقتها أكثر مرونة ولا تحتاج لأخذ إجازة خاصة لممارسة الرياضة والتوفيق بين الأمرين".
أتمت أنيولي التدريب المطلوب لدراستها في فرع آن آند أم في هامبورغ. عملت في قسم الرقابة لمدة أربعة أسابيع، حيث قامت بتحليل النظرة المالية العامة للإدارة التجارية للشركة. نصحها المستشار المهني في مركز التدريب الأولمبي الخاص بها بالتقدم بطلب للحصول على التدريب من خلال  حصلت كناشه على فترة تدريب ضرورية لدراستها من خلال (المساعدة الرياضية) ومبادرة الرياضة والمهنة.

## مسيرتها الرياضية
بدأت أنيولي شغها الرياضي بألعاب القوى عن طريق والدها عام 2002، وبدأت بالتنافس بشكل رئيسي في سباقات الجري. في عام 2005، وفي سن الحادية عشرة، جرّبت القفز بالزانة في مسابقة تدريبية للعشاري في كيل، وقفزت مسافة مترين في ذلك العام. من عام 2008 إلى عام 2010، فازت ببطولة شمال ألمانيا في فئة الشباب تحت 18 عامًا ثلاث مرات متتالية، وفي كل مرة بفارق كبير عن صاحب المركز الثاني.
في عام 2010، انتقلت كناش إلى ويسترلاند ، ولكن نظرًا لنقص المرافق الرياضية، اضطرت للتدرب في صالة الألعاب الرياضية بالمدرسة . وضعت سابين شولتي خطة تدريبها. كانت تقود سيارتها لمدة أربع ساعات إلى هامبورغ في عطلات نهاية الأسبوع لممارسة رياضة القفز. في عام 2011، تجاوزت أربعة أمتار لأول مرة، وفي أول مشاركة دولية لها، حققت المركز السادس في بطولة أوروبا تحت العشرين عامًا، في عام 2012 حققت المركز الرابع في بطولة العالم تحت العشرين عامًا. في عام 2013، حققت المركز الثالث في فئة الكبار في بطولة ألمانيا بقفزة بلغت 4.45 متر . تحسنت فرصها التدريبية بشكل ملحوظ عندما انتقلت إلى مركز بوتسدام الأولمبي للتدريب في أكتوبر 2014. في السنوات السابقة، كانت تضطر دائمًا للسفر لعدة ساعات للقفز. في عام 2014، احتلت كناش المركز السادس في بطولة ألمانيا للصالات المغلقة ، محققةً رقمًا قياسيًا على مستوى الولاية، وحلت وصيفةً لفئة تحت 23 عامًا في ألمانيا. في عام 2015 فازت بلقب بطولة ألمانيا تحت 23 عامًا 
في عام 2017، حققت المركز الخامس في بطولة ألمانيا للصالات المغلقة ، والمركز الثاني عشر في البطولات الألمانية . وفي منتصف يوليو، رشّحها الاتحاد الرياضي الجامعي الألماني لدورة الألعاب الجامعية الصيفية في تايبيه حيث احتلت المركز السادس. وفي عام 2018، حققت المركز الخامس في بطولة ألمانيا للصالات المغلقة، والمركز الرابع في البطولات الألمانية.
في يناير 2019، قررت كناش التوقف عن القفز بالزانة والتركيز على أمور أخرى، وهو ما أعلنته في 23 أبريل. في عام 2022، حققت عودة ناجحة بفوزها بلقب بطولة بادن فورتمبيرغ، ثم أول لقب لها في بطولة ألمانيا. في عام 2023، دافعت عن لقبها في بطولة ألمانيا في دوسلدورف بقفزة بلغت 4.41 متر.

## أفضل أداء
أفضل الأرقام الشخصية
- داخل الصالات: 4.50 متر (هامبورغ، بطولة شمال ألمانيا لألعاب القوى داخل الصالات، 4 فبراير 2018)
- خارج الصالات: 4.55 متر (بادربورن، بطولة الجامعات الألمانية، 26 مايو 2016؛ بطولة ألمانيا لألعاب القوى 2022، في برلين، 26 يونيو 2022)